# ایستگاه متروی کنری وورف
ایستگاه متروی کنری وورف (انگلیسی: Canary Wharf tube station) یکی از ایستگاه‌های متروی لندن است.
این ایستگاه که در منطقه تاور هملتس لندن قرار دارد در سال ۱۹۹۹ تأسیس شده و جزئی از خط جوبیلی میباشد.

## نگارخانه

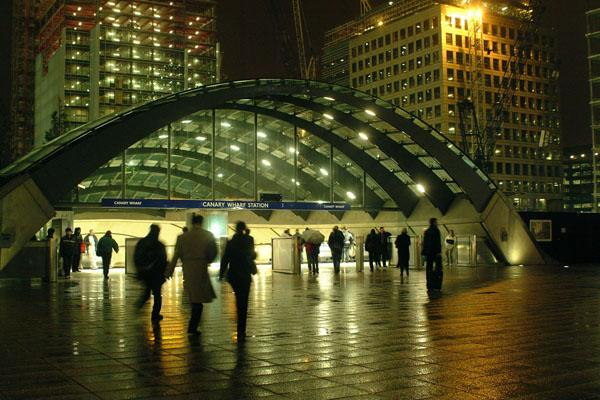
ورودی ایستگاه در شب
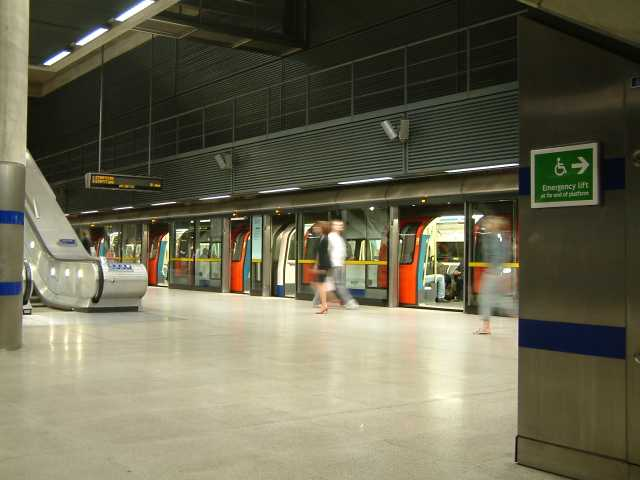
سکو خط جوبیلی
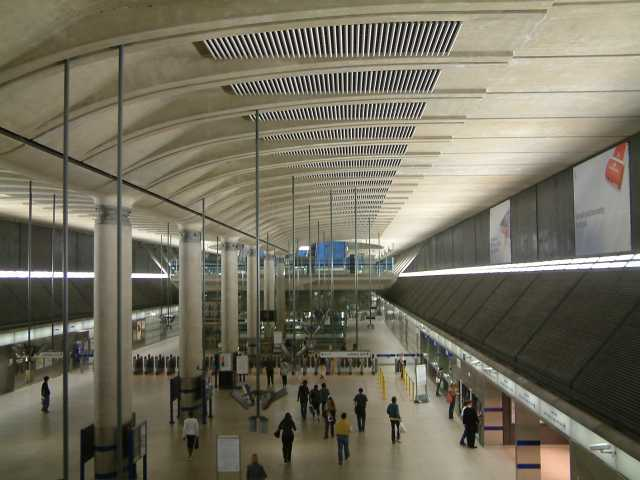
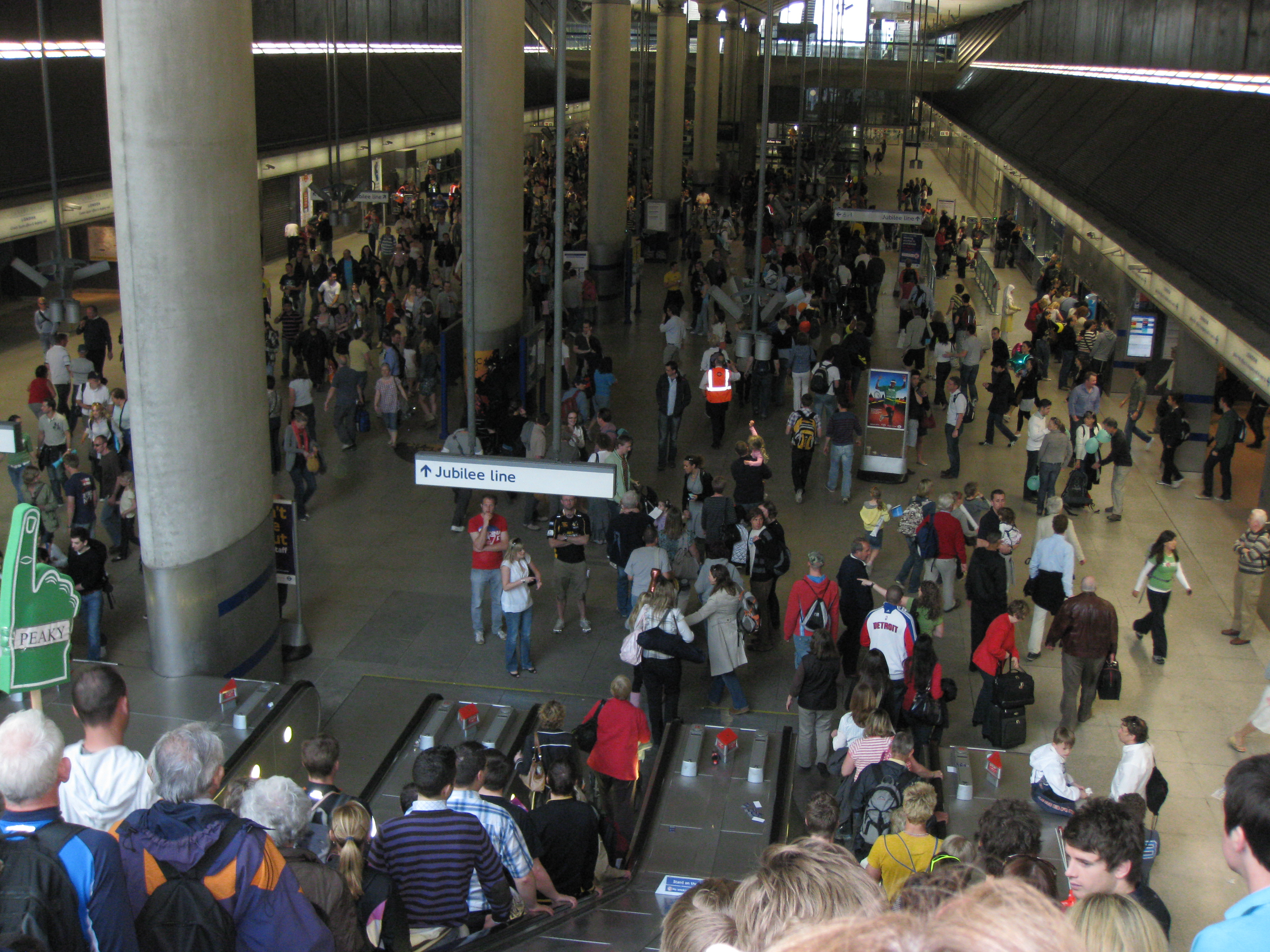
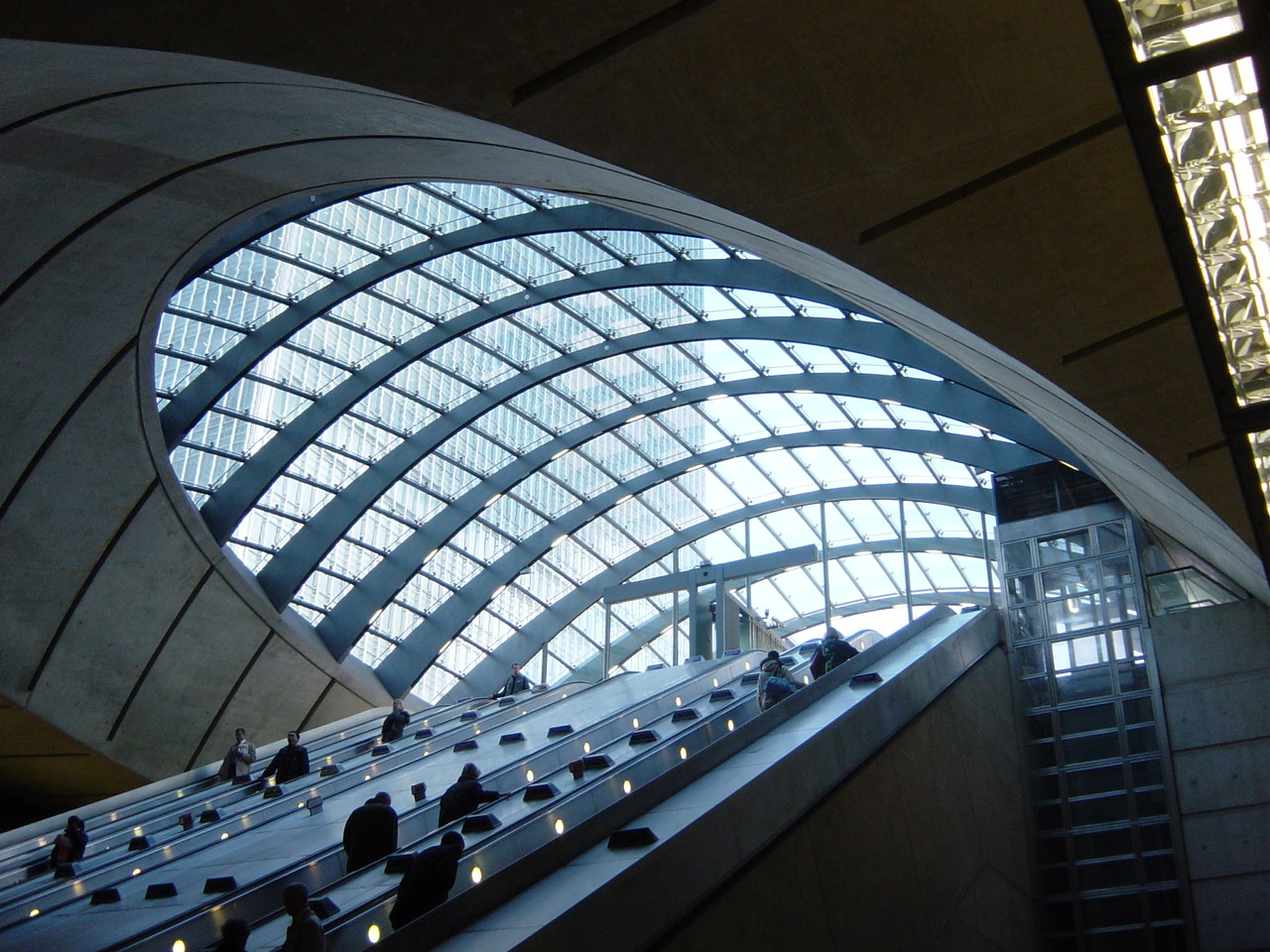
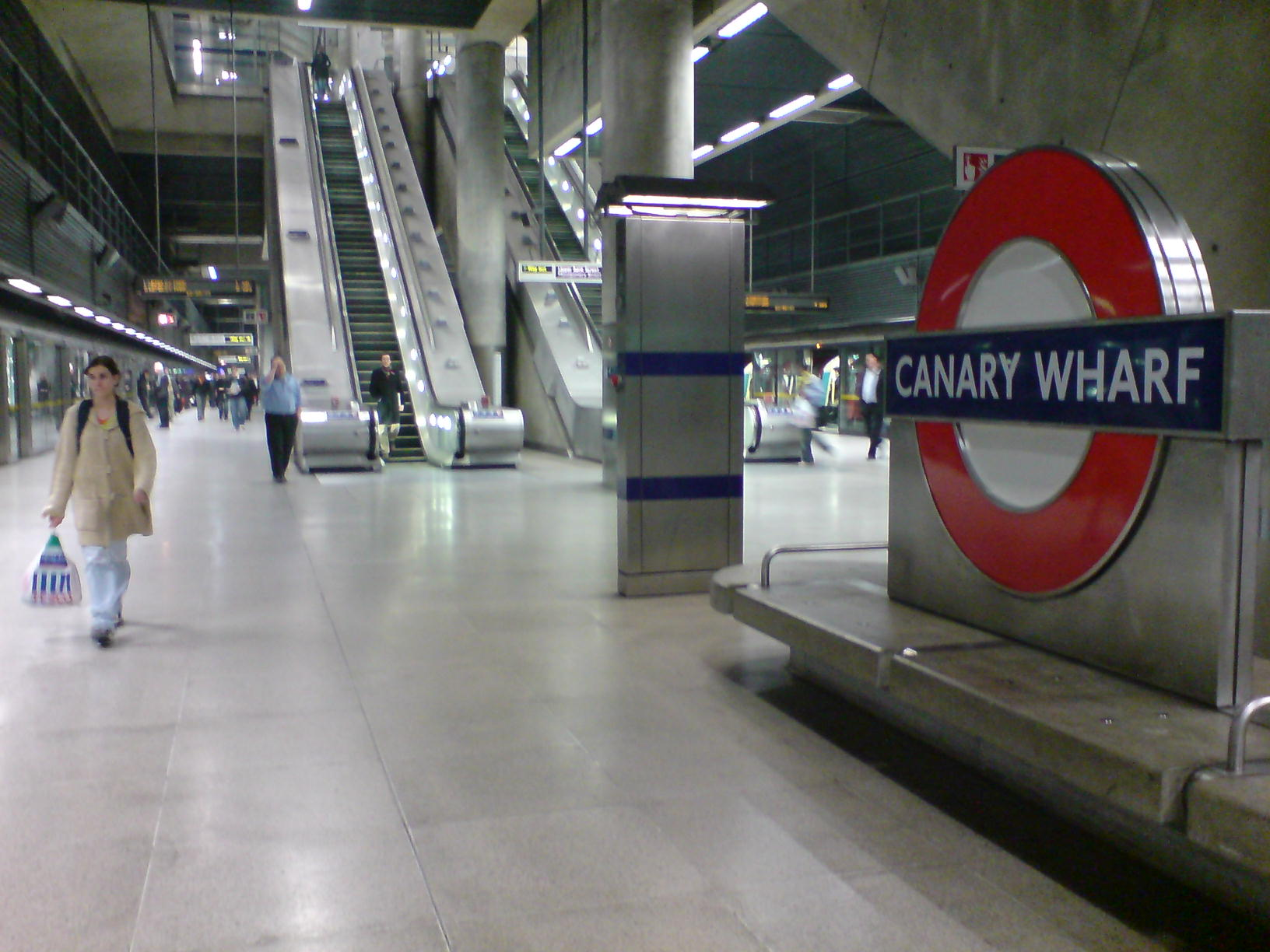